# Adonisea californicus
Adonisea californicus là một loài bướm đêm trong họ Noctuidae.